# Campeonato Pan-Americano de Handebol Masculino
O Campeonato Pan-Americano de Handebol Masculino é a competição oficial de seleções de handebol da América do Norte, América Central e Caribe e América do Sul. Criado em 1979, e desde então realizado a cada dois anos.

## Resultados
| Ano           | Sede                  |           | Final       | Final          | Final          |             | 3º Lugar       | 3º Lugar | 3º Lugar   |
| Ano           | Sede                  | Ouro      | Score       | Prata          | Bronze         | Score       | 4º Lugar       |          |            |
| ------------- | --------------------- | --------- | ----------- | -------------- | -------------- | ----------- | -------------- | -------- | ---------- |
| 1979 Detalhes | Cidade do México      | Cuba      | Round robin | Canadá         | Estados Unidos | Round robin | Brasil         |          |            |
| 1981 Detalhes | Buenos Aires          | Cuba      | 34 – 20     | Brasil         | Estados Unidos | 25 – 22     | Argentina      |          |            |
| 1983 Detalhes | Colorado Springs      | Cuba      | Round robin | Estados Unidos | Canadá         | Round robin | Brasil         |          |            |
| 1985 Detalhes | Manaus                | Cuba      | Round robin | Estados Unidos | Brasil         | Round robin | México         |          |            |
| 1989 Detalhes | Pinar del Río         | Cuba      | Round robin | Brasil         | Estados Unidos | Round robin | Canadá         |          |            |
| 1994 Detalhes | Santa Maria           | Cuba      | Round robin | Brasil         | Estados Unidos | Round robin | Argentina      |          |            |
| 1996 Detalhes | Colorado Springs      | Cuba      | 28 – 24     | Argentina      | Estados Unidos | 23 – 22     | Brasil         |          |            |
| 1998 Detalhes | Havana                | Cuba      | 31 – 26     | Argentina      | Brasil         | 27 – 22     | Estados Unidos |          |            |
| 2000 Detalhes | São Bernardo do Campo | Argentina | 26 – 25     | Cuba           | Brasil         | 38 – 17     | Estados Unidos |          |            |
| 2002 Detalhes | Buenos Aires          | Argentina | 22 – 21     | Brasil         | Groelândia     | 27 – 7      | Estados Unidos |          |            |
| 2004 Detalhes | Santiago              | Argentina | 24 – 21     | Brasil         | Canadá         | 31 – 24     | Chile          |          |            |
| 2006 Detalhes | Aracaju               | Brasil    | 28 – 23     | Argentina      | Groelândia     | 30 – 29     | Estados Unidos |          |            |
| 2008 Detalhes | São Carlos            | Brasil    | 27 – 24     | Argentina      | Cuba           | 37 – 30     | Chile          |          |            |
| 2010 Detalhes | Santiago              | Argentina | 28 – 27     | Brasil         | Chile          | 34 – 31     | Cuba           |          |            |
| 2012 Detalhes | Buenos Aires          | Argentina | 22 – 21     | Brasil         | Chile          | 37 – 27     | Uruguai        |          |            |
| 2014 Detalhes | Canelones             | Argentina | 30 – 19     | Brasil         | Chile          | 25 – 24     | Uruguai        |          |            |
| 2016 Detalhes | Buenos Aires          | Brasil    | 28 – 24     | Chile          | Argentina      | 29 – 13     | Uruguai        |          |            |
| 2018 Detalhes | Nuuk                  |           | Argentina   | 29 - 24        | Brasil         |             | Chile          | 39 - 36  | Groelândia |

## Quadro de Medalhas
| Ordem | País           | Medalha de ouro | Medalha de prata | Medalha de bronze | Total |
| ----- | -------------- | --------------- | ---------------- | ----------------- | ----- |
| 1     | Cuba           | 8               | 1                | 1                 | 10    |
| 2     | Argentina      | 7               | 4                | 1                 | 12    |
| 3     | Brasil         | 3               | 9                | 3                 | 15    |
| 4     | Estados Unidos | 0               | 2                | 5                 | 7     |
| 5     | Chile          | 0               | 1                | 4                 | 5     |
| 6     | Canadá         | 0               | 1                | 2                 | 3     |
| 7     | Groelândia     | 0               | 0                | 2                 | 2     |